# Замена принцезе 3: Звездана љубав
Замена принцезе 3: Звездана љубав (енгл. The Princess Switch 3: Romancing the Star) је амерички божићни љубавно-хумористички филм из 2021. године, редитеља Мајла Рола и сценаристкиње Робин Бернхајм, темељен на ликовима Берхајмове и Меган Мецгер. Трећи је филм у франшизи Замена принцезе, док главне улоге играју Ванеса Хаџенс, Сем Паладио, Суен Браун и Ник Сагар. Прича прати Маргарет Делакорт, војвоткињу од Монтенара, Стејси Џулијет Деново Виндам, принцезу од Белгравије, и леди Фиону Пембрук, Маргаретину рођаку. Када је непроцењива божићна реликвија украдена, тројац се окупи и уђе у траг мистериозном крадљивцу драгуља.
Филм је објављен 18. новембра 2021. године на Netflix-у.

## Радња
Након крађе непроцењиве божићне реликвије, краљица Маргарет и принцеза Стејси помоћ траже од од Стејсине храбре двојнице, Фионе, и њеног згодног бившег дечка.

## Улоге
- Ванеса Хаџенс као
  - Стејси Џулијет Деново Виндам, принцеза Белгравије и Едвардова супруга
  - леди Маргарет Кетрин Клер Делакорт, краљица Монтенара (бивша војвоткиња Монтенара), Кевинова супруга и Оливија маћеха
  - леди Фиона Пембрук, Маргаретина рођака[3]
- Сем Паладиокао Едвард Виндам, принц Белгравије и Стејсин супруг
- Ник Сагар као Кевин Ричардс, Маргаретин сурпуг и принц Монтенара
- Реми Хи као Питер Максвел, Фионин бивши
- Вил Кемп као Хантер Канрад, углађен и софистициран међународни хотелијер
- Аманда Донохо као Бјанка Пембрук
- Суен Браун као гђа Донатели
- Марк Флајшман као Френк Делука
- Рики Норвуд као Реџи
- Флоренс Хол као Минди
- Мија Лојд као Оливија Ричардс, Кевинова ћерка и Маргаретина пасторка
- Тео Девани као Сајмон

## Продукција
У новембру 2020. године, Netflix је потврдио да је у припреми трећи филм у серији, Замена принцезе 3: Звездана љубав. Снимање је почело крајем 2020. године у Шкотској, са очекиваним објављивањем током божићних празника 2021. године.